# Vosjod (cohete)
El Cohete Vosjod (en ruso: Восход, "ascenso", "amanecer") es un cohete propulsor derivado del diseño soviético de cohetes propulsores espaciales R-7 del tipo ICBM, que fueron rediseñados para el vuelo orbital tripulado por humanos, dentro del marco del programa Voskhod; pero posteriormente usados para el lanzamiento de los satélites de reconocimiento Zenit. 

## Historia

### La idea de Jruschov
Cuando la noticia sobre los proyectos espaciales estadounidenses como el Gémini y el Apollo surgía como algo serio en la carrera espacial por parte de los Estados Unidos, el entonces líder del Kremlin, Nikita Jruschov, llamó al diseñador jefe Koroliov para ordenarle el desarrollo de un propulsor espacial superior al estadounidense.
En dicha reunión, Jruschov le planteó un reto, que al inicio parecía imposible: el de lanzar a tres personas en una cápsula al espacio. Solo en este "detalle técnico" se interesaba el mandatario, con el cual creía que lograría una superioridad frente a los estadounidenses. Su idea era que dicho cohete despegara para el próximo aniversario de la  Revolución Bolchevique en noviembre de 1964.
El científico Koroliov le intentó explicar al jefe del país que entonces no se disponía de cohetes capaces de lanzar este tipo de naves espaciales, pero, tal como era de esperar, estos aburridos “detalles” técnicos no eran de interés para Jruschov.

### Desarrollo
Su idea era tomar la base del R-7, que entonces era usado como un ICBM, y convertirlo en un poderoso cohete, pero ello implicaba su rediseño, algo muy impropio de él, que buscaba crear algo novedoso e inigualable. Por razones bien comprensibles, el carácter de Koroliov se tornó algo complicado, lo que a veces se mostraba en actos de muy intensa furia. Sin embargo, aquel día de su regreso a Kaliningrado, por los pasillos del centro corrió la voz de que no había regresado el PeEse (apodo de Pável Serguéyevich —Koroliov— entre sus colaboradores) “de siempre”.
Con un rostro que dejaba ver su enfado, el jefe del centro se dirigió a su despacho diciendo a su secretaria que convocara una reunión urgente con sus diseñadores de los elementos principales de naves y cohetes. Sin decir nada sobre su conversación con Jruschov, Koroliov comunicó de modo muy lacónico que “tenían un encargo para lanzar al espacio a una nave triplaza” a más tardar el 7 de noviembre de 1964.
Esta fecha —el aniversario de la Revolución— reveló a los allí reunidos quién estaba detrás de este extraño “encargo”.

### Primer lanzamiento y uso
El vector fue lanzado por primera vez el 16 de noviembre de 1963, y tras su viabilidad y éxito se le asignó el índice GRAU 11A57. El hito mayor sucede el 12 de octubre de 1964, cuando la nave espacial rusa Vosjod 1 logró situar en órbita a tres hombres en la primera vez que se conseguía dicha proeza, por un periodo de veinticuatro horas.
Posteriormente, el éxito del programa se reconfirmó, cuando el módulo espacial Vosjod 2, lanzado tan sólo cinco meses después, marcaría otro hito: el primer paseo espacial, o como actualmente se conoce una actividad extravehicular. Dicha labor estuvo a cargo del cosmonauta Alexei Leónov.
Todos los cohetes Vosjod (11A57) fueron lanzados después de 1965, los cuales eran funcionalmente un cohete   Soyuz (11A511) sin el módulo de carga del Soyuz y el LES.
Todos ellos fueron lanzados desde los cosmódromos de Baikonur y el de Plesetsk hasta 1976 (con cargas variadas, pero las cargas del tipo satélites espía  Zenit eran las más comunes) cuando se adoptó el modelo de diseño más reciente, el cohete central Soyuz-U (11A511U).  El cohete funcionó oficialmente hasta 1976, con un total de 300 cohetes lanzados de este modelo y serie.

## Características
Después del triunfo total del primer diseño propio dentro del marco del programa espacial soviético, el Vostok, la segunda nave espacial tripulada fue desarrollada con la máxima rapidez, a partir de los desarrollos a base de la anterior nave soviética la cápsula Vostok. La puesta en marcha de este programa respondía más bien a experimentos más cercanos a un acto propio de las relaciones públicas que al del verdadero interés científico, ya que en la mente de Jruschov veía a su país más capaz de lo que realmente era, sin importarle su gente quería opacar a los norteamericanos siempre que tuviera la oportunidad técnica de lograrlo, como en este caso.
Su estructura básica consiste en el rediseño de la tercera etapa de un propulsor Molniya (8K78M) sin su bloque L (del ruso: Lat ‘Blok L’). En 1966, todas las variantes de la familia de cohetes R-7 fueron equipadas con una actualización para la etapa núcleo del propulsor y las juntas a usarse, derivadas del diseño usado en el cohete  Soyuz (11A511)
Los ocupantes de la nave se ubicaban en un módulo de descenso esférico habitable, “sharik”, de 2,3 metros de diámetro, que albergaba un panel de control con el motor de frenado principal y varios equipos. El módulo se encontraba montado sobre la etapa superior del cohete portador.
Oficialmente, el objetivo principal del proyecto fueron los estudios biomédicos, es decir, el estudio del organismo humano en el espacio, así como las actividades extravehiculares. Dentro del proyecto fueron efectuados dos vuelos tripulados: Vosjod-1 y Vosjod-2 (de tres y de dos personas); y otros tres sin tripulación: Kosmos-47, Kosmos-57 y Kosmos-110.
Las diferencias fundamentales entre la nave Vosjod y la Vostok, que en esencia casi iguales, eran:
- Las Vosjod podían llevar hasta 3 cosmonautas (las Vostok solo 1)
- Las Vosjod-2 podían efectuar actividades extravehiculares al estar dotadas de una esclusa inflable para no despresurizar la cápsula.
- Debido a la tremenda estrechez de la cápsula, las Vosjod contaban con un sistema de aterrizaje suave, en lugar de asientos eyectables.
- Las Vosjod pesaban 5682 kilos, frente a los 4730 kilos de las Vostok. Por esta razón fue necesario modificar el cohete Vostok, ampliándole su tercera etapa. Así fue transformado en el cohete Vosjod.

## Descripción técnica del cohete Vosjod (11A57)
- Etapa Número 0: 0 - juntas con los motores; 4 x Vosjod 11A57-0[6]

- Masa total: 43,400 kg
- Masa (vacío): 3,800 kg.
- Potencia (vac): 4 x 995.4 kN = 3,981.5 kN
- Ignición: 314 s (3.08 kN•s/kg)
- Duración: 119 s
- Duración (inicial): 257 s (2.52 kN•s/kg)
- Diámetro: 2.68 m
- Envergadura: 8 m
- Longitud: 19.00 m
- Agentes propelentes: Lox/Keroseno
- Motores: 4 x RD-107-8D74K

- Etapa Número 1 - Cohete central; 1 x Vosjod 11A57-1[6]

- Masa total: 100,500 kg
- Masa (vacío): 6,800 kg
- Potencia (vac): 941.4 kN
- Ignición: 315 s (3.09 kN•s/kg)
- Duración: 301 s
- Duración (secundaria): 248 s (2.43 kN•s/kg)
- Diámetro: 2.99 m
- Envergadura: 2.60 m
- Longitud: 28.00 m
- Agentes propelentes: Lox/Keroseno
- Motor: 1 x RD-108-8D75K

- Etapa Número 2 - Etapa final; 1 x Vosjod 11A57-2[6]

- Masa total: 24,300 kg
- Masa (vacío): 2,000 kg
- Potencia (vac): 294.2 kN
- Ignición: 330 s (3.24 kN•s/kg)
- Duración: 240 s
- Diámetro: 2.56 m
- Longitud: 2.84 m
- Agentes propelentes: Lox/Keroseno
- Motor: 1 x RD-0108